# BK CSKA Sofia
Le BK CSKA Sofia (en bulgare : Баскетболенest ЦСКА София) un club bulgare de basket-ball basé à Sofia, et section du club omnisports du CSKA Sofia.

## Palmarès
- Champion de Bulgarie : 1949, 1950, 1951, 1965, 1967, 1977, 1980, 1983, 1984, 1990, 1991, 1992
- Vainqueur de la Coupe de Bulgarie : 1953, 1955, 1962, 1963, 1973, 1974, 1977, 1978, 1980, 1981, 1984, 1985, 1989, 1990, 1991, 1992, 1994, 2005

## Entraîneurs successifs
Depuis ? : Krešimir Bašić
- Lyubomir Katerinski
- Iliya Semov
- Kosyo Totev
- Tsvyatko Barchovski
- Omurtag Kuzmanov
- Petko Marinov
- Rosen Barčovski
- Jaacob Gino
- 1993-1994 :  Rumen Pejčev

## Joueurs célèbres ou marquants
- Dimitar Donev
- Kliment Kamenarov
- Georgi Maleev
- Tsvyatko Barchovski
- Temelaki Dimitrov
- Atanas Golomeev
- Petko Marinov
- Milko Arabadzhiyski
- Rumen Peychev
- Georgi Glouchkov